# Rosa ecae
Espèce
Rosa ecae est une espèce de plantes à fleurs de la famille des Rosaceae. C'est un rosier originaire d'Afghanistan et du Turkestan où il fut trouvé en 1880 par le Dr Aitchison qui le nomma d'après les initiales du nom de sa femme, E.C.A.

## Description
C'est un buisson haut d'environ 1,50 m et ses tiges brunes, très aiguillonnées, portent des feuilles vert foncé qui ont 5 à 9 folioles aux bords dentés.
Fin mai, il donne des fleurs d'un jaune très vif qui se transforment en petits fruits ronds rouges et brillants.
Cultivé en sol fertile, ce rosier peur atteindre 2 mètres.

## Hybrides
- 'Golden Chersonese', créé en 1963  (Rosa ecae × 'Canary Bird') à fleurs simples jaune intense
- 'Helen Knight', créé en 1966 (Rosa ecae × Rosa pimpinellifolia altaica ) à grandes fleurs simples jaune[2]